# بنتازول
بنتازول هو مركب كيميائي حلقي له الصيغة الكيميائية N5H. يتألف المركب بنيوياً من حلقة خماسية غير مشبعة حاوية على خمس ذرات من النتروجين، واحدة منها مرتبطة بذرة هيدروجين.
لا يمكن عزل المركب في الشروط العادية بسسبب التفاعلية الكيميائية المرتفعة.

## الخواص
إن كاتيون بنتازوليوم الحلقي +N5 غير معروف، وذلك بسبب الخواص ضد العطرية، في حين أن كاتيون بنتازينيوم +N5 ذو البنية المفتوحة معروف. أظهرت مجموعة بحث باتلر Butler سنة 2003 وجود الأنيون −N5 في المحلول من خلال تفكك مشتقات أريل البنتازول وذلك في محلول يحوي على أيونات الزنك باستخدام مطيافية الرنين المغناطيسي النووي للنتروجين-15 15N NMR عند درجات حرارة منخفضة؛ وقبل ذلك تم الكشف عن وجود الأنيون بالطور الغازي من خلال تأين بالترذيذ الإلكتروني في مطيافية الكتلة سنة 2002؛
لا تزال الأبحاث جارية لمعرفة خواص وتركيب البنتازول.

## المشتقات
يعد مركب 4-ثنائي ميثيل أمينو فينيل البنتازول أكثر مشتقات البنتازول استقراراً، حيث تعمل مجموعة الفينيل على تثبيت البنية.

## اقرأ أيضاً
- آزولات
- تريازول
- تترازول
- آزيت